# Venere e Amore (Tiziano)
La Venere e Amore è un dipinto a olio su tela (111x139 cm) di Tiziano, databile al 1515 circa e conservato nella Wallace Collection di Londra.

## Storia
L'opera è conosciuta da quando si trovava, nel XVIII secolo, nelle collezioni del Duca d'Orléans, dalle quali passò poi per varie mani private, in Inghilterra: S. Clarke, Lord Suffolk, Lord Northwick, Lord Hetford e infine Wallace.
Già indicata come opera di Giorgione negli inventari del duca d'Orléans, dal XIX secolo è per lo più riferita a Tiziano, o tutt'al più a Palma il Vecchio, a un suo seguace, a Francesco Vecellio. Nonostante la qualità del dipinto appaia notevole, le cattive condizioni di conservazione rendono difficile un'attribuzione certa.

## Descrizione e stile
In un paesaggio campestre va in scena un episodio tratto dagli Idilli di Teocrito (XIX) o dalle Odi di Anacreonte (XL), in cui Cupido bambino viene punto da un'ape mentre rubava il miele. Andato dalla madre Venere per trovare conforto, egli è rimproverato poiché il suo arco e le sue frecce hanno causato ferite ben più profonde sugli altri.
Si tratta di un tema che rammenta i pericoli dell'amore, rappresentato anche da altri artisti dell'epoca. Esso era collegato anche ai fatti di stringente attualità, con la calata degli eserciti stranieri in Italia che aveva portato a un'impennata delle malattie a trasmissione sessuale, tra cui soprattutto il "mal francese", cioè la sifilide.
Il tipo fisico della fanciulla biopnda è frequente nella produzione di Tiziano degli anni dieci, e appartiene forse a una sua modella/amante. Somiglia molto ad esempio alla Salomè della Galleria Doria Pamphilj.